# Argyractis lithocharis
Argyractis lithocharis là một loài bướm đêm trong họ Crambidae.